# Mondulkiri
Mondulkiri (tiếng Khmer: ខេត្តមណ្ឌលគិរី) là một tỉnh phía đông của Campuchia, phía tây giáp tỉnh Kratié, phía bắc giáp tỉnh Ratanakiri, phía đông bắc giáp tỉnh Stung Treng, phía đông và nam giáp tỉnh Đắk Lắk, Lâm Đồng và Đồng Nai của Việt Nam. Thủ phủ là thị trấn Senmonorom. Đơn vị hành chính dưới tỉnh chia làm 4 huyện, 1 thành phố trực thuộc tỉnh, 21 xã và 98 ấp. Đây là tỉnh rộng nhất nhưng dân số lại nhỏ nhất Campuchia.
Tên gọi của tỉnh có nghĩa là "ngọn núi Mạn-đồ-la" trong tiếng Khmer. Biểu tượng của tỉnh là bò xám, cũng là quốc thú của Campuchia. Thời nhà Nguyễn, Việt Nam gọi Mondul Kiri này là Ngọc Bài.

## Địa lý
Tỉnh này chủ yếu là đồi núi, có ba thác nước lớn là: Thác Bou Sra, Sen Monorom và thác Romnea. Dân cư thưa thớt nhất (32.407 người trên diện tích 14.288 km²) nước. Các cộng đồng dân tộc ít người bản địa có tổng số 53.444 người, tương đương 57,20% tổng dân số của tỉnh, gồm tám dân tộc, gồm: Pnong, Kroleng, Kreang, Steang, Tampoun, Jarai, Thmoun và Koy.
Tại khu vực Okvau của tỉnh này có mỏ vàng với trữ lượng dự đoán là 8,1 triệu tấn quặng.
Theo báo cáo của tổ chức phi chính phủ quốc tế Global Witness, tỉnh này đang đối mặt tình trạng phá hoại rừng nguyên sinh gây ra bởi các vụ chặt cây đốn gỗ phi pháp.

## Lịch sử
Vương triều Angkor, hoặc gọi là Đế quốc Khmer, tồn tại từ thế kỉ IX đến thế kỉ XV, quốc thế hưng thịnh, văn hoá rực rỡ, bản đồ bao gồm toàn bộ Campuchia ngày nay cùng với một phần lãnh thổ của ba nước Thái, Lào, Việt. Năm 1430, vương triều Ayutthaya xâm lược Campuchia, bao vây thành Angkor bảy tháng, cuối cùng đánh phá Angkor. Do Angkor nằm quá gần biên giới Xiêm La, nên Campuchia từ bỏ Angkor, dời đô về Phnôm Pênh.
Năm 1960, quốc vương Campuchia Norodom Sihanouk ra lệnh thành lập Mondulkiri từ tỉnh Kratié. Senmonorom được chọn làm làm thủ phủ vào năm 1962. Trong Chiến tranh Việt Nam vào cuối những năm 1960, Mondulkiri là nơi đặt ba căn cứ cách mạng của Mặt trận Dân tộc Giải phóng miền Nam Việt Nam, khiến cho lực lượng Hoa Kì đột kích và ném bom với số lượng lớn. Năm 1970, tỉnh này nằm dưới sự thống trị của Khmer Đỏ. Sau đó, phần lớn dân chúng bị cưỡng bức di dời đến huyện Kaoh Nheaek nhằm cung cấp lao động cho việc trồng lúa. Trường học, bệnh viện và toàn bộ làng mạc bị phá huỷ. Có tới một nửa số người trong tỉnh đã chết trong quá trình cưỡng bức di cư vào những năm 1970.
Người Bunong dường như đã cư trú ở tỉnh này khoảng 2000 năm, nhưng có rất ít tài liệu đề cập, trước khi thực dân Pháp đô hộ Campuchia vào năm 1864. Giống như những người khác trong tỉnh, người Bunong bị yêu cầu rời đi vào từ năm 1970, và chỉ có thể trở về quê hương truyền thống sau năm 1980.

## Phân chia đơn vị hành chính
Đơn vị hành chính dưới tỉnh chia làm 4 huyện, 1 thành phố trực thuộc tỉnh, 21 xã và 98 ấp.
| Mã ISO                   | Tên đơn vị hành chính | Chữ Khmer | Dân số (2019) | Đơn vị hành chính cấp dưới |
| ------------------------ | --------------------- | --------- | ------------- | -------------------------- |
| — Thành phố thuộc tỉnh — |                       |           |               |                            |
| 11-05                    | Senmonorom            | សែនមនោរម្យ   | 13.195        | 4 phường                   |
| — Huyện —                |                       |           |               |                            |
| 11-01                    | Kaev Seima            | កែវសីមា      | 28.904        | 5 xã                       |
| 11-02                    | Kaoh Nheaek           | កោះញែក       | 22.223        | 6 xã                       |
| 11-03                    | Ou Reang              | អូររាំង      | 6.645         | 2 xã                       |
| 11-04                    | Pechreada             | ពេជ្រាដា      | 19.523        | 4 xã                       |

Trừ thành phố Senmonorom và huyện Kaev Seima, các huyện còn lại của Monduk Kiri đều giáp với Việt Nam ở phía đông.